# Villa Rocca Matilde

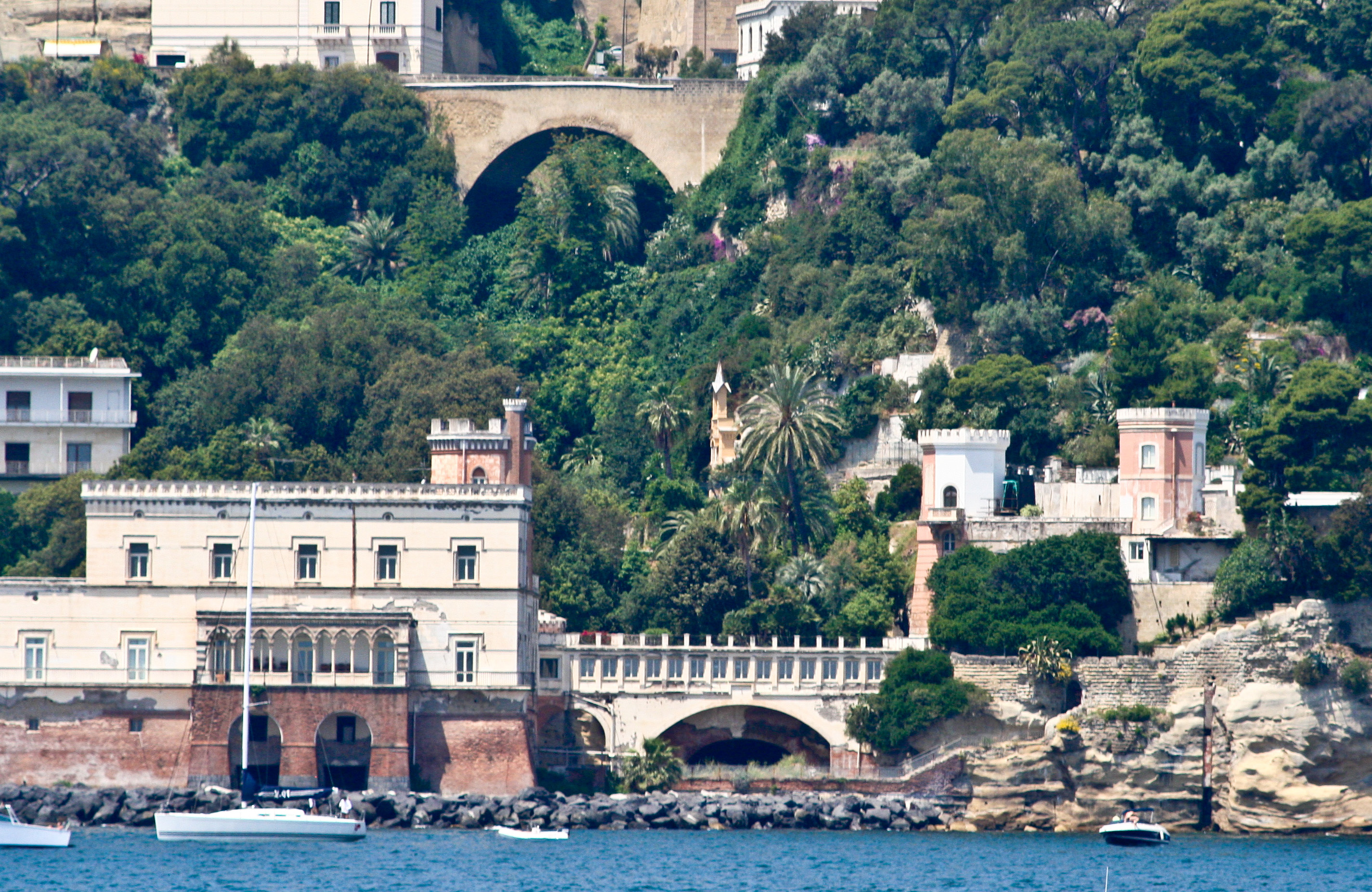
Villa Rocca Matilde in Neapel

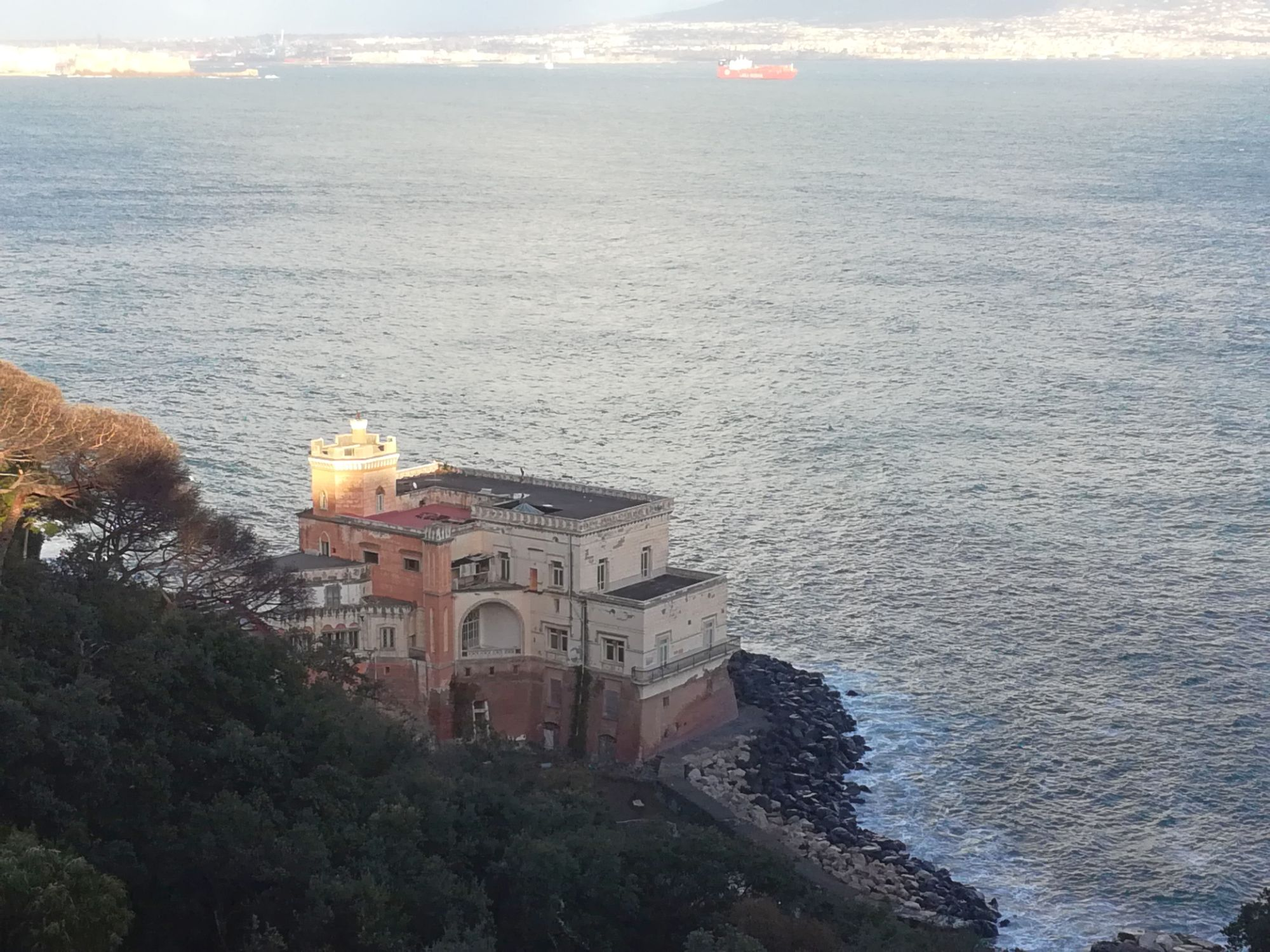
Die Villa von der Via Posillipo aus

Die Villa Rocca Matilde (auch Villa Matilde oder später Villa Peirce oder Villa Lauro) ist ein Landhaus aus dem 19. Jahrhundert im Viertel Posillipo von Neapel in der italienischen Region Kampanien. Sie liegt unterhalb der Via Posillipo am Meeresufer.

## Geschichte

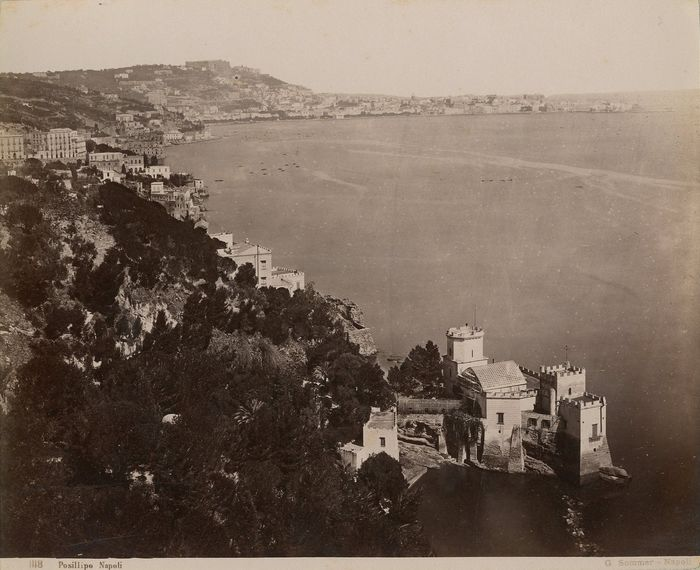
Die Villa auf einem Foto von 1880

Die Villa wurde auf den Resten eines Palastes aus dem 17. Jahrhundert errichtet, der dem Kanzler Orazio d’Acunto gehörte. Im 18. Jahrhundert wurde dieser Villa Firmian genannt, weil er von 1753 bis 1758 die Residenz des österreichisch-ungarischen Botschafters in Neapel, Karl Gotthard von Firmian war, der später nach Mailand umzog.
1842 kaufte die adlige Engländerin Louisa Dillon das Anwesen und ließ es später vollständig umbauen. Sie hatte den bekannten, englischen Admiral Richard Strachan geheiratet und hatte mit ihm drei Kinder. Später, als sie Witwe war, verband sie sich in zweiter Ehe mit Ottavio di Piccolellis, Markgraf von Salza. Die Markgräfin wollte der Villa den Namen ihrer erstgeborenen Tochter geben und nannte sie daher „Villa Matilde“.
1871 erwarb der britische Oberst McLean das Anwesen, der es 1879 eine Zeitlang zunächst an Ismail Pascha, einen ehemaligen ottomanischen Gouverneur von Ägypten, der in Ungnade gefallen und mit einem Gefolge von 225 Personen nach Neapel ausgereist war, vermietete und dann an den kalabresischen Abgeordneten Achille Fazzari, der 1882 – wie auf einer alten Inschrift zu lesen ist – dort für zwei Monate seinen Freund Giuseppe Garibaldi zu Gast hatte, der am 21. Januar des Jahres in Neapel eingetroffen war.
1883 wurde der Marineingenieur George Whightwick Rendel (1833–1902), der Konstrukteur der berühmten Kanonenboote, neuer Eigentümer des Anwesens. Er nannte das Landhaus „Villa Maraval“, ein Name, von dem man annimmt, dass er auf ein Exemplar dieser hochwertigen Kastanie in seinem großen Park zurückzuführen ist; er ließ es restaurieren und verlieh ihm sein heutiges Aussehen. Es scheint, dass 1891 dort einige Tage lang auch Giosuè Carducci zu Gast war.
1911 kaufte der sizilianische Reeder Guglielmo Enrico Peirce englisch-irischen Ursprungs die Villa, benannte sie in „Villa Peirce“ um und ließ letzte Verschönerungen an der Einrichtung und der Ausschmückung durchführen – in einem der Säle soll Edoardo Dalbono gearbeitet haben. Als Peirce 1918 starb, fiel die Villa an seinen Sohn Giorgio. Letzter Eigentümer war der Reeder Achille Lauro, von dem der Name abgeleitet ist, unter dem die Villa heute allgemein bekannt ist: „Villa Lauro“.
Später wurde das Landhaus aufgegeben und dann von einer privaten Gesellschaft restauriert, der sie heute gehört.
Von 1996 bis 2003 wurden die Außenaufnahmen des „Palazzo Palladini“ dort durchgeführt. Dies war das Mietshaus, in dem die Seifenoper Un posto al sole von Rai 3 stattfand.